# 伊富岐神社

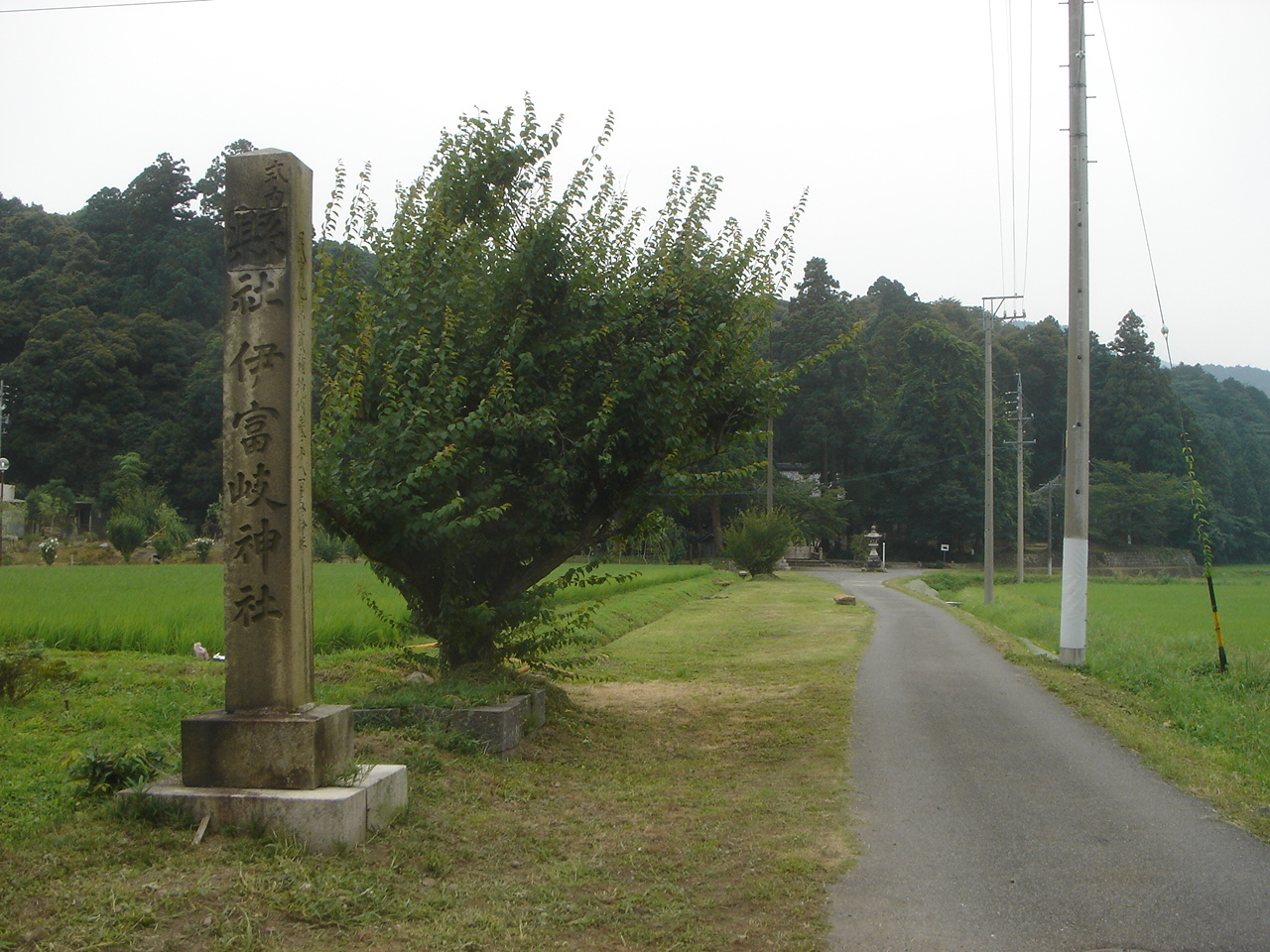
参道（2007年撮影）

伊富岐神社（いぶきじんじゃ）は、岐阜県不破郡垂井町にある神社である。式内社で、旧社格は県社。美濃国二宮とされる。
社殿は東南東を向いており、伊吹山を背後にした形で造られている。

## 祭神
伊富岐神社の祭神ははっきりしていない。幾つかの説があるが、古代、この地域に勢力があった伊福氏の祖神を祭っているという。説としては、
- 多多美彦命（夷服岳神、気吹男神、伊富岐神ともいう　伊吹山の神）
- 八岐大蛇
- 天火明命
- 草葦不合尊

などがある。

## 所在地
- 岐阜県不破郡垂井町岩手字伊吹1484-1
  - 最寄駅は、東海道本線垂井駅、または関ケ原駅であるが、約3.5km離れている。
  - 最寄バス停は、名阪近鉄バス大垣関ヶ原線「伊吹口」バス停であるが、約1.5km離れていた。(2009年路線廃止)

## 歴史
- 創建時期は不明。713年（和銅6年）には存在したという。
- 1600年（慶長5年）の関ヶ原の戦いで社殿は焼失する。
- 1636年（寛永13年）再建される。

## その他

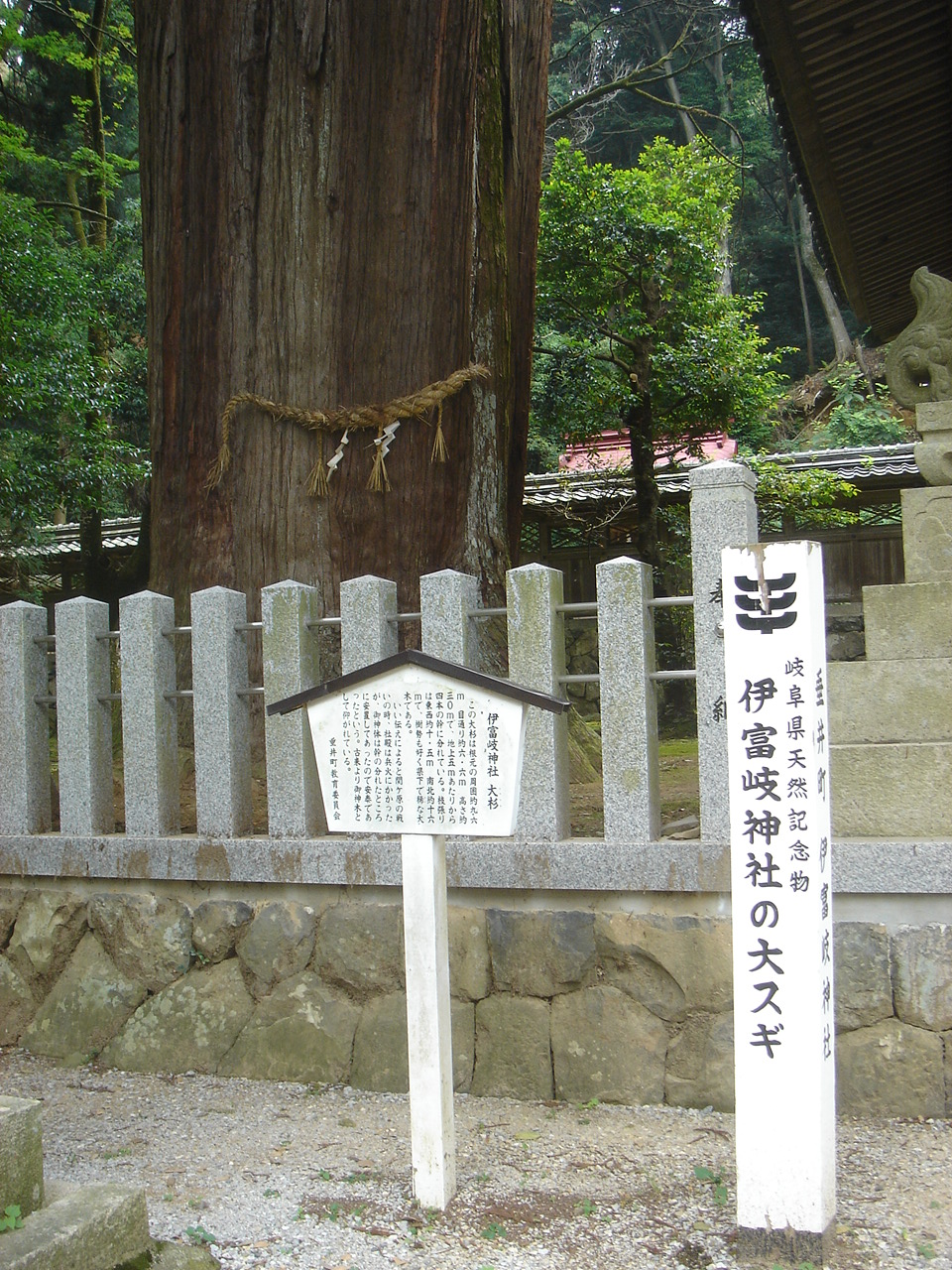
拝殿の左側にたつ大杉

- 境内にある杉は、「伊富岐神社の大杉」といい、岐阜県指定天然記念物である。この杉は高さ約30m、根周囲約9.6mで樹齢300年以上だという[1]。
- 伊富岐神社の神楽は、1787年（天明7年）に豊作を祈念して始まったもので、毎年4月第二日曜日に奉納されている。